# أشيرية سلوفية
الأُشَيرِيّة السِّلِوفِيَّة هو نوع جنس أشيرية من كاسيات البذور في الفصيلة النجيلية. ويُعرف في اللغات الأجنبية باسم عشب البمبات وموطنه الأصلي جنوب أمريكة الجنوبية والتي تشمل البمبات التي سميت بها.

## التأثيل
صفة سلوفية نسبة إلى اسم فِرِيدرِك سِلوف (1789-1831) عالم نبات ألماني  وعالم طبيعي[بحاجة لمصدر] من بوتسدام الذي عمل جامع نباتات في البرازيل. درس نباتات أمريكا الجنوبية وخاصة البرازيل.

## الصور

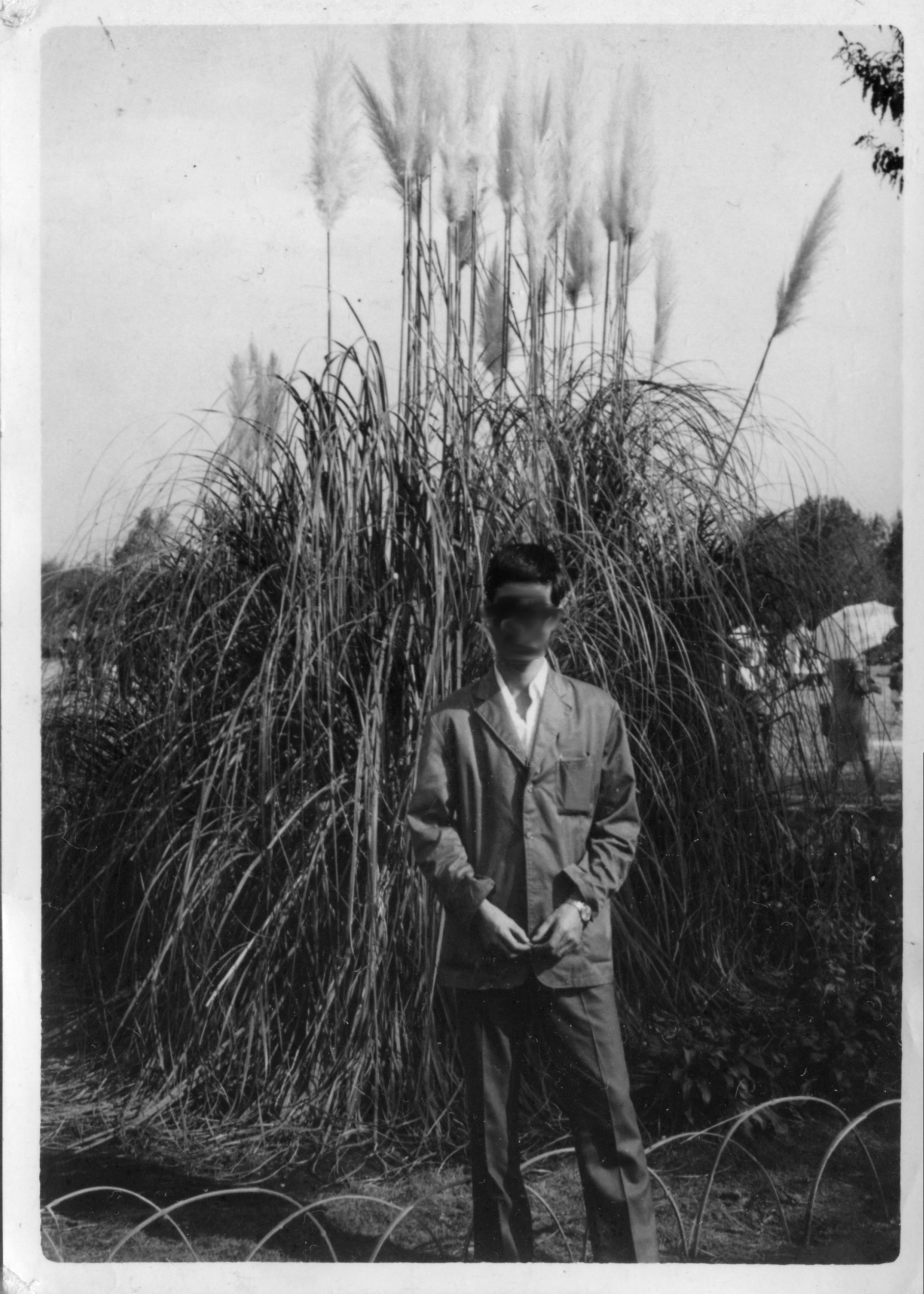
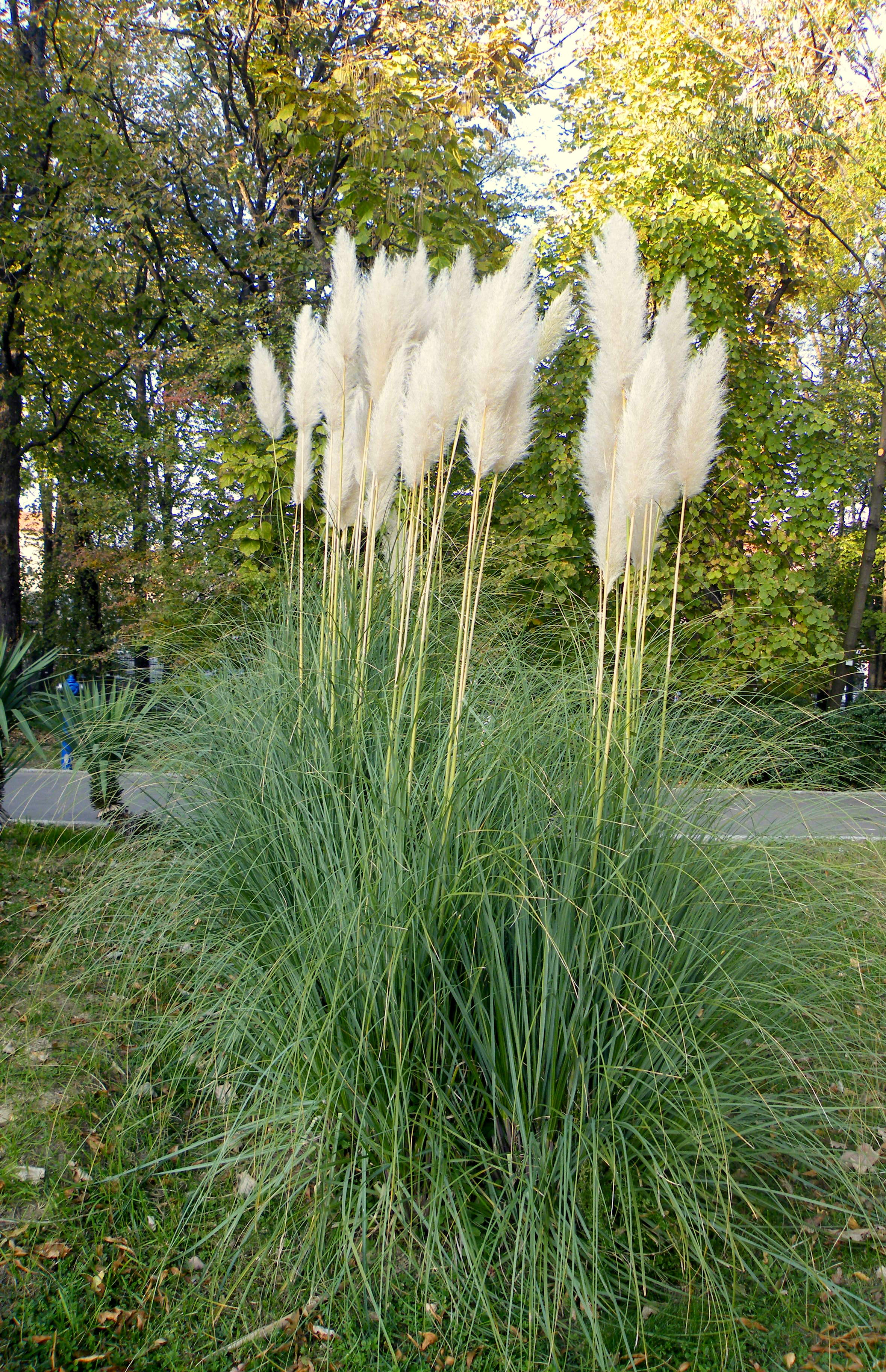
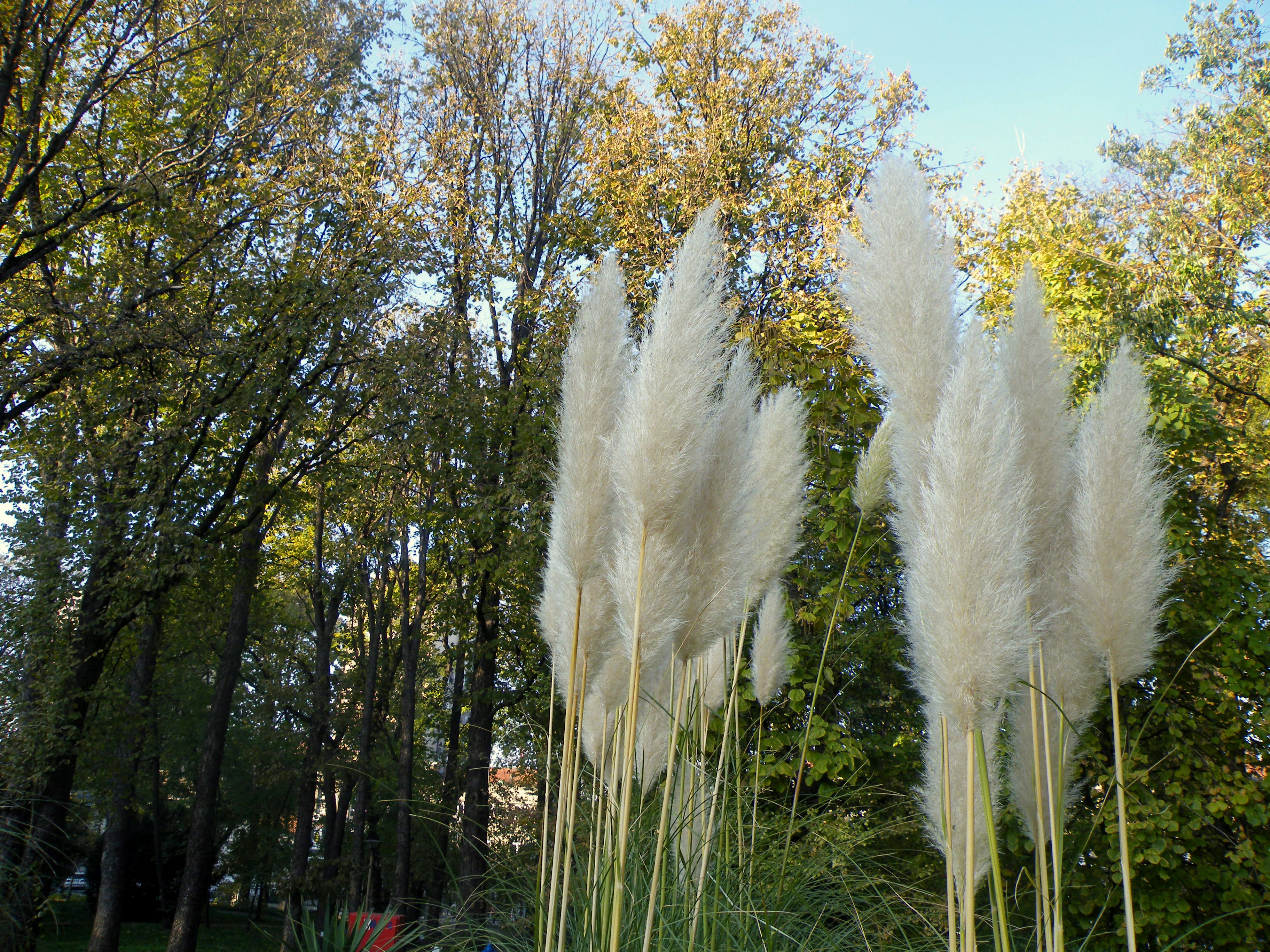
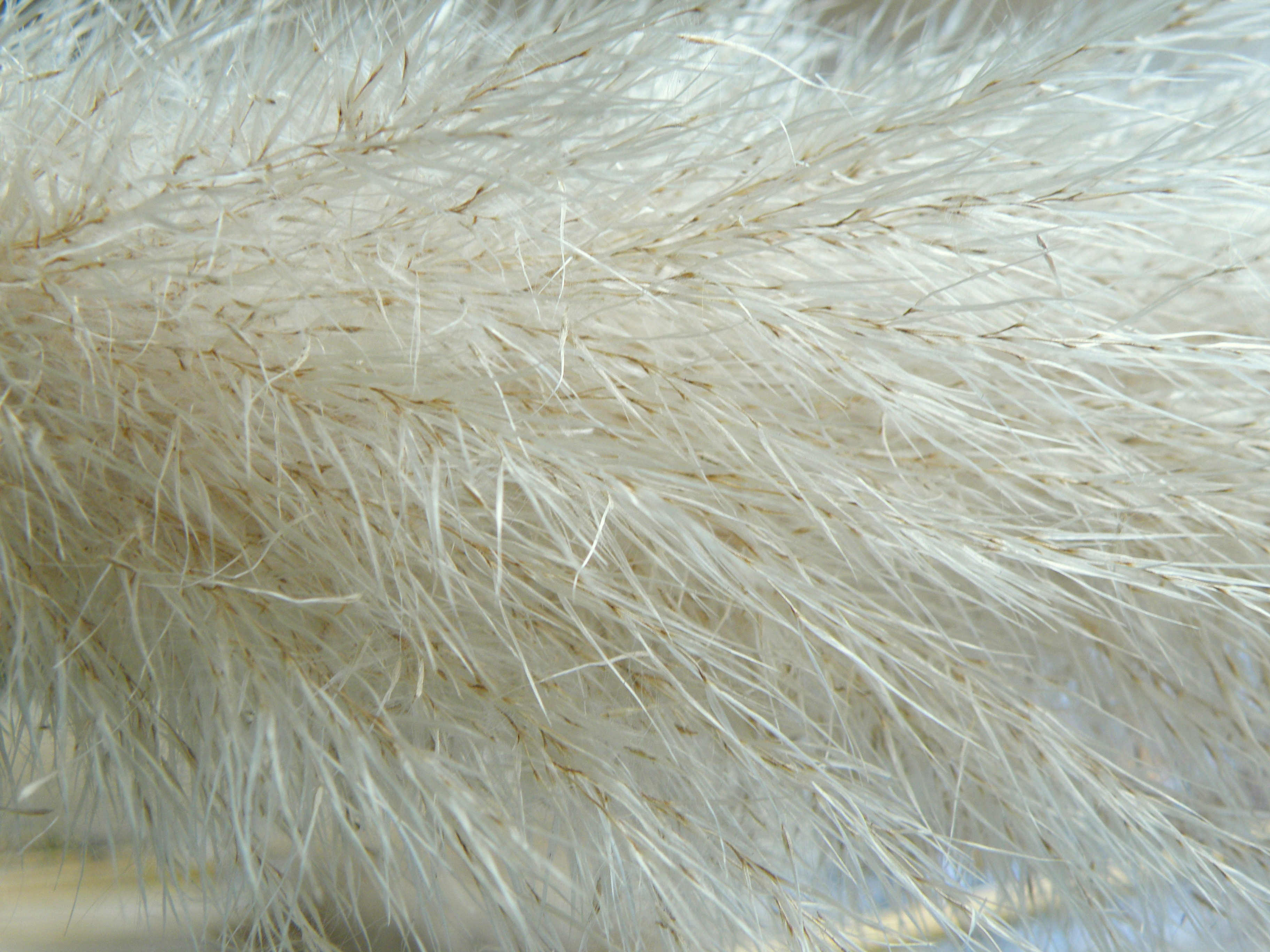
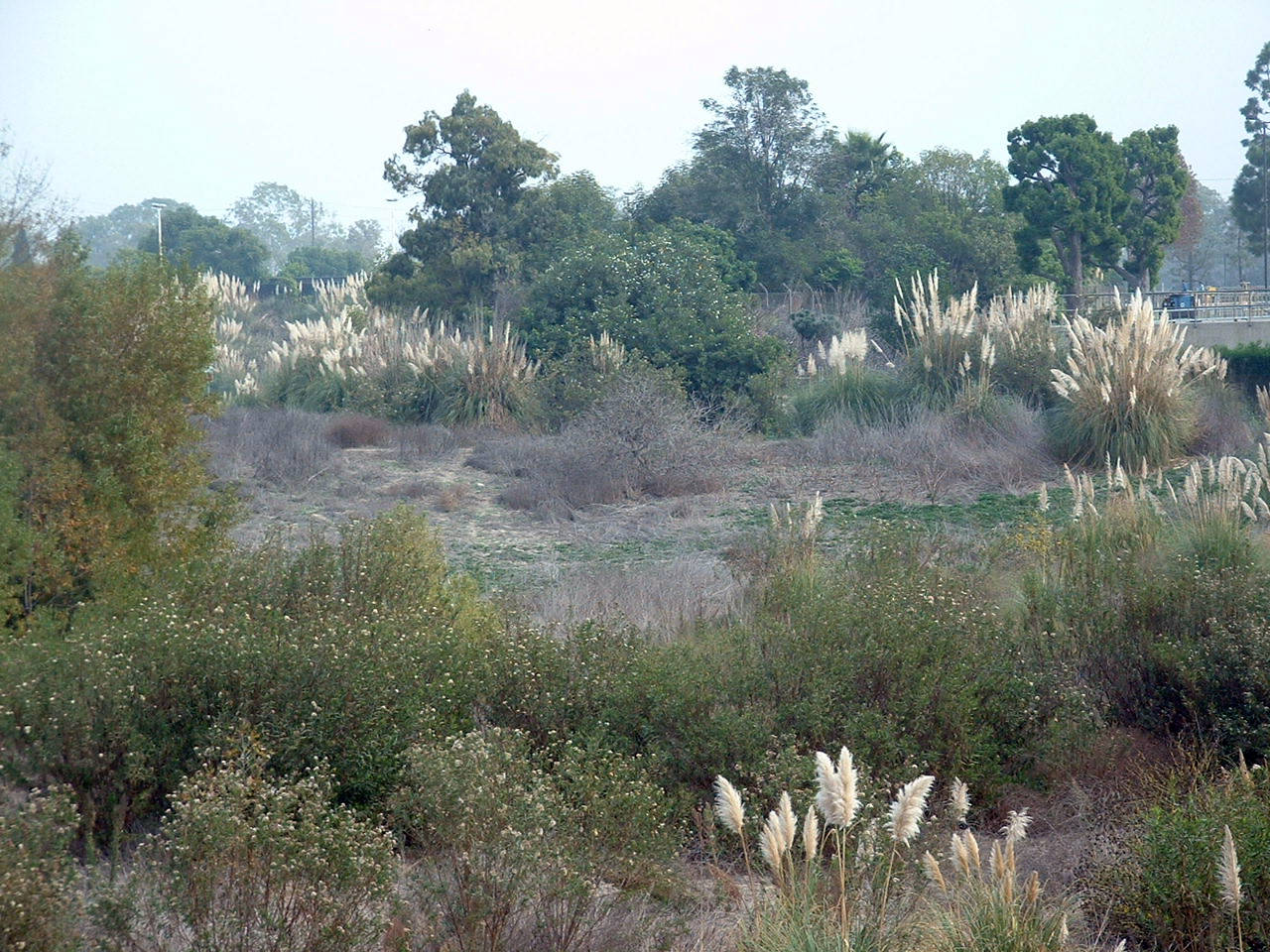
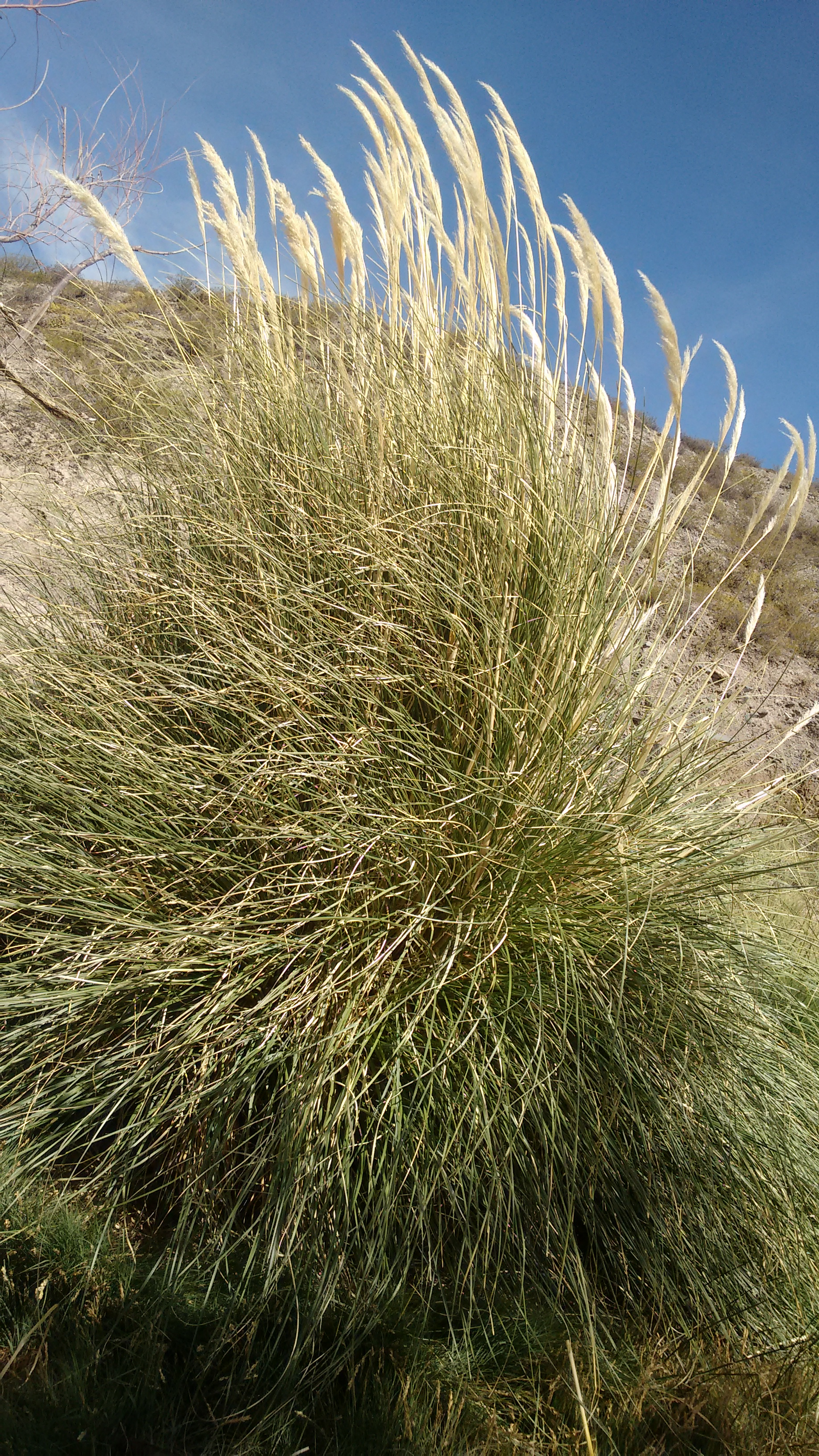